# 教育敕語
《教育敕語》（日语：〔〕／ Kyōiku Chokugo），是日本明治天皇頒布的教育文件，其宗旨成為戰前日本教育的主軸。《教育敕語》由山縣有朋内閣的內閣法制局長官井上毅等人負責起草，於1890年10月30日頒布。

## 神化
《教育敕語》文本一度被國家神道神化。至昭和年間，無論在本土或殖民地的日本國民學校皆須設立奉安殿，將明治天皇伉儷的照片與《教育敕語》一同供奉，並強制學生背誦。

## 概要
《教育敕語》當時不只在日本本土，海外殖民地亦一體適用，以朝鮮教育令、臺灣教育令等規範之。由於天皇下詔為「敕語」（如同中國皇帝用「敕諭」）形式，所以日本政府機關稱或與其它敕語作區別。
《教育敕語》以漢文訓讀體編寫。文部省《漢英法德教育敕語譯纂》的標準漢譯至1909年才出爐，在此之前臺灣總督府於1897年2月18日以訓令第十五號發布漢譯教育敕語。

## 內容
原文（舊字舊假名）

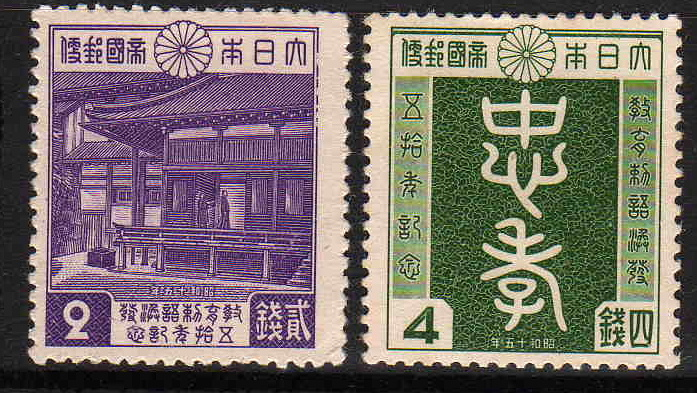
教育敕語發布50周年紀念郵票（1940年發行）

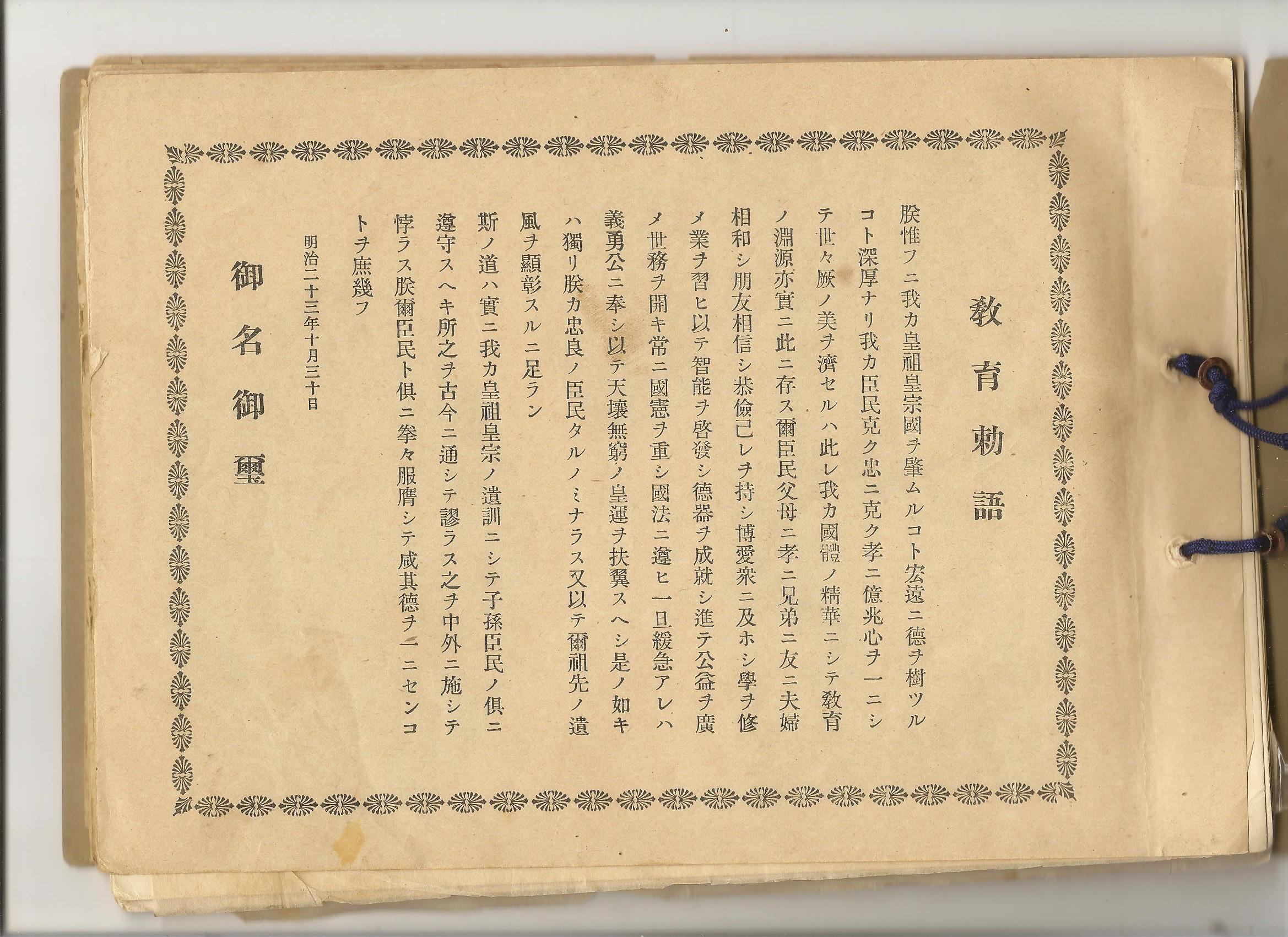
教育敕語（1942年3月）

|  | -{朕󠄁惟フニ我カ皇祖󠄁皇宗國ヲ肇󠄁ムルコト宏遠󠄁ニ德ヲ樹ツルコト深厚ナリ我カ臣民克ク忠ニ克ク孝ニ億兆心ヲ一ニシテ世世厥ノ美ヲ濟セルハ此レ我カ國體ノ精華ニシテ敎育ノ淵源亦實ニ此ニ存ス爾臣民父母ニ孝ニ兄弟ニ友ニ夫婦󠄁相和シ朋友相信シ恭儉己レヲ持シ博󠄁愛衆ニ及󠄁ホシ學ヲ修メ業ヲ習󠄁ヒ以テ智能ヲ啓󠄁發シ德器󠄁ヲ成就シ進󠄁テ公󠄁益󠄁ヲ廣メ世務ヲ開キ常ニ國憲ヲ重シ國法ニ遵󠄁ヒ一旦緩󠄁急󠄁アレハ義勇󠄁公󠄁ニ奉シ以テ天壤無窮󠄁ノ皇運󠄁ヲ扶翼󠄂スヘシ是ノ如キハ獨リ朕󠄁カ忠良ノ臣民タルノミナラス又󠄂以テ爾祖󠄁先ノ遺󠄁風ヲ顯彰スルニ足ラン 斯ノ道󠄁ハ實ニ我カ皇祖󠄁皇宗ノ遺󠄁訓ニシテ子孫臣民ノ俱ニ遵󠄁守スヘキ所󠄁之ヲ古今ニ通󠄁シテ謬ラス之ヲ中外ニ施シテ悖ラス朕󠄁爾臣民ト俱ニ拳󠄁々服󠄁膺シテ咸其德ヲ一ニセンコトヲ庶󠄂幾󠄁フ}- |

新字新假名版，附標點、振假名
|  | -{朕惟うに、我が皇祖皇宗、国を肇むること宏遠に、徳を樹つること深厚なり。我が臣民、克く忠に克く孝に、億兆心を一にして、世々厥の美を済せるは、此れ我が国体の精華にして、教育の淵源、亦実に此に存す。爾臣民、父母に孝に、兄弟に友に、夫婦相和し、朋友相信じ、恭倹己れを持し、博愛衆に及ぼし、学を修め、業を習い、以て智能を啓発し、徳器を成就し、進で公益を広め、世務を開き、常に国憲を重じ、国法に遵い、一旦緩急あれば、義勇公に奉じ、以て天壌無窮の皇運を扶翼すべし。是の如きは独り朕が忠良の臣民たるのみならず、又以て爾祖先の遺風を顕彰するに足らん。 斯の道は、実に我が皇祖皇宗の遺訓にして、子孫臣民の倶に遵守すべき所、之を古今に通じて謬らず、之を中外に施して悖らず。朕爾臣民と倶に拳々服膺して、咸其徳を一にせんことを庶幾う。}- |

文部省《漢英法德教育敕語譯纂》（原文無標點）
|  | -{朕惟我皇祖皇宗、肇國宏遠、樹德深厚。我臣民、克忠克孝、億兆一心、世濟其美。此我國體之精華、而敎育之淵源亦實存乎此。爾臣民、孝于父母、友于兄弟、夫婦相和、朋友相信、恭儉持己、博愛及衆、修學習業、以啓發智能、成就德器。進廣公益、開世務、常重國憲、遵國法、一旦緩急、則義勇奉公、以扶翼天壤無窮之皇運。如是者、不獨為朕忠良臣民、又足以顯彰爾祖先之遺風矣。 斯道也、實我皇祖皇宗之遺訓、而子孫臣民之所當遵守、通諸古今而不謬、施諸中外而不悖。朕庶幾與爾臣民、俱拳拳服膺、咸一其德。}- |

臺灣總督府官定漢譯
|  | 朕惟我皇祖皇宗，肇國宏遠，樹德深厚。我臣民，克忠克孝，億兆一心，世濟厥美。此我國體之精華，而教育之淵源亦實存乎此。爾臣民，孝于父母，友于兄弟，夫婦相和，朋友相信，恭儉持己，博愛及眾，修學習業，以啟發智能，成就德器。進廣公益，開世務，常重國憲，遵國法。一旦緩急，則義勇奉公，以扶翼天壤無窮之皇運。如是，不獨為朕之忠良臣民，亦足以顯彰爾祖先之遺風矣。 斯道也，實我皇祖皇宗之遺訓，而子孫臣民所宜俱遵守焉。通之古今不謬，施之中外不悖。朕與爾臣民，拳拳服膺，庶幾咸一其德。 |

## 宗旨
《教育敕語》的主要目的，是糾正當時日本教育偏重於歐美器物的介紹，而忽略道德教育的問題。而道德教育為日本所固有，不可輕言廢棄。故《教育敕語》要求學生在學習時也必須培養、鍛鍊自身的道德與修養，成為小學在固定慶典時必須朗讀的文件。但是從明治時期，西園寺公望等人都批評過，《教育敕語》的內容過度側重於國家主義；也曾經發生過內村鑑三拒絕向《教育敕語》行禮的「不敬事件」。而且在日本於1938年通過《國家總動員法》後，《教育敕語》的內容成為日本軍國主義的教典。

## 戰後
二戰結束後，在美國為首的同盟國占領軍主導之下，《教育敕語》於1946年起從教育體系中被排除；然而，《教育敕語》中提倡道德教育的內容在《教育基本法》中仍被保存。

## 外部連結
- （日語）
- （日語）
- （日語）
- （日語）